# 圖利亞 (德克薩斯州)
圖利亞（英語：Tulia）是一個位於美國德克薩斯州斯威舍縣的城市。根據2010年美國人口普查，該地共人口4967人，而該地的面積約為9.20平方千米。同時該地也是斯威舍縣的縣治。

## 地理
圖利亞的座標為34°32′09″N 101°45′31″W / 34.53583°N 101.75861°W，而該地的平均海拔高度為648米（即2129英尺）。